# 何度も夢の中でくり返すラブ・ソング/溢れる想い
「何度も夢の中でくり返すラブ・ソング/溢れる想い」（なんどもゆめのなかでくりかえすラブソング / あふれるおもい）は、1999年6月30日にリリースされたTOKIOの16作目のシングル。発売元はソニー・ミュージックレコーズから発売された（SRDL-4637）。

## 概要
元々は『ザ!鉄腕!DASH!!』の企画で生まれた楽曲である。長瀬智也と松岡昌宏が忌野清志郎と共にインディーズバンド「ぴんく」を結成し、インディーズ盤として販売された後、企画の終了とともに正式にTOKIOの楽曲となり、「溢れる想い」と両A面シングルとして発売された。

## 収録曲
1. 何度も夢の中でくり返すラブ・ソング
作詞・作曲・編曲：忌野清志郎
  - 日本テレビ系『ザ!鉄腕!DASH!!』エンディングテーマ[1]
2. 溢れる想い
作詞：渡辺なつみ、作曲：清水昭男、編曲：そうる透・鶴田海王
  - 関西テレビ・フジテレビ系『Sports Party ただいま夢中!』エンディングテーマ[4]
3. 何度も夢の中でくり返すラブ・ソング（ORIGINAL KARAOKE）
4. 溢れる想い（ORIGINAL KARAOKE）

## 収録アルバム
- YESTERDAY & TODAY（#1）
  - アルバムバージョンを収録[5]。
- BEST EP SELECTION OF TOKIO II（#1, 2）[6]

## 映像作品
何度も夢の中でくり返すラブ・ソング
- sugar（初回盤B）
- OVER/PLUS

溢れる想い
- TOKIO 1999 LIVE IN 日本武道館 〜君を想うとき〜